# Kipsubai Koskei
Kipsubai Koskei (né le 1er février 1951) est un athlète kényan, spécialiste des courses de fond. 

## Biographie
Il remporte la médaille d'or du 10 000 mètres lors des championnats d'Afrique 1984, à Rabat, dans le temps de 28 min 11 s 70. Il décroche la médaille d'argent lors de l'édition suivante en 1985, derrière l'Éthiopien Wodajo Bulti.
Il décroche le titre par équipes du cross long lors des championnats du monde de cross-country 1986 et 1988, compétition dans laquelle il remporte la médaille de bronze à titre individuel.

### Palmarès
| Date | Compétition                    | Lieu      | Résultat | Épreuve                | Performance    |
| ---- | ------------------------------ | --------- | -------- | ---------------------- | -------------- |
| 1984 | Championnats d'Afrique         | Rabat     | 1er      | 10 000 m               | 28 min 11 s 70 |
| 1985 | Championnats d'Afrique         | Le Caire  | 2e       | 10 000 m               | 28 min 26 s 63 |
| 1986 | Championnats du monde de cross | Colombier | 7e       | Cross long individuel  |                |
| 1986 | Championnats du monde de cross | Colombier | 1er      | Cross long par équipes |                |
| 1988 | Championnats du monde de cross | Auckland  | 3e       | Cross long individuel  |                |
| 1988 | Championnats du monde de cross | Auckland  | 1er      | Cross long par équipes |                |

### Records
| Épreuve  | Performance   | Lieu       | Date          |
| -------- | ------------- | ---------- | ------------- |
| 10 000 m | 28 min 7 s 40 | Des Moines | 26 avril 1980 |